# Chamaesaracha pallida
Chamaesaracha pallida là loài thực vật có hoa trong họ Cà. Loài này được Averett mô tả khoa học đầu tiên năm 1972.